# Reuzenwolf
De reuzenwolf (Canis dirus, synoniem: Aenocyon dirus) is een uitgestorven hondachtige die tijdens het Pleistoceen leefde in delen van het continent Amerika en oostelijk Azië.

## Verwantschap
Ondanks zijn naam, was de reuzenwolf niet nauw verwant aan de moderne grijze wolf. De genetische lijn tussen de reuzenwolf en de overige Canina ging circa 5,5 miljoen jaar geleden uiteen. Onderzoek uit 2021 duidde de reuzenwolf in het eerder beschreven apart monotypisch geslacht Aenocyon als eerste aftakking binnen de Canina en ondersteunde ook de eerder geopperde opdeling van de zadeljakhals en de gestreepte jakhals in het geslacht Lupulella als de volgende aftakking van de ontwikkelingslijn naar de geslachten Canis, Lycaon en Cuon.

## Uiterlijke kenmerken
De reuzenwolf had een lengte van 150–170 cm, een schouderhoogte van 80 cm en een gewicht van 80–120 kg. Anderen geven echter 150 cm en 50–80 kg op, waarmee de soort even groot was als grotere ondersoorten van de grijze wolf. De reuzenwolf was blijkens de botten wel zwaarder gebouwd. De reuzenwolf verschilde op een aantal punten van de hedendaagse wolf: deze soort was groter en steviger gebouwd, de kop was breder, de poten waren korter, de staart was langer, de tanden waren groter en de herseninhoud was, in verhouding tot moderne wolven, kleiner. De korte poten wijzen erop dat de reuzenwolf vermoedelijk niet zo goed kon rennen als de hedendaagse Canis-soorten. Door de grote tanden was de reuzenwolf in staat botten te kraken.

## Leefwijze
Uit de fossielen blijkt dat de reuzenwolf, net als de hedendaagse wolven, in roedels jaagde. Aangezien moderne wolven gezamenlijk in staat zijn een bizon te doden, zou een roedel reuzenwolven wellicht een kleine mammoet hebben kunnen overmeesteren. Isotoopanalyse van botcollageen laat zien dat kamelen, bizons, gaffelantilopen, paarden en grondluiaarden prooidieren waren. Daarnaast blijkt uit tandafdrukken in botten dat de reuzenwolf dikwijls vocht met de sabeltandkat Smilodon, waarschijnlijk om kadavers.

## Voorkomen
De reuzenwolf was wijdverspreid over het Amerikaanse continent, met vondsten in onder andere de Canadese provincie Alberta, het middenwesten van de Verenigde Staten, Rancho La Brea in Californië, Mexico, Mene de Inciarte in Venezuela, de Talara-teerputten in Peru en Brazilië. De soort was een van de algemeenste grote carnivoren in Amerika tijdens het Pleistoceen en kwam voor in bossen, graslanden en bergstreken, maar fossielen zijn met name gevonden in waterrijke gebieden. In 2020 werd een fossiele vondst uit de Volksrepubliek China beschreven.
Net als het merendeel van de megafauna, stierf ook de reuzenwolf ongeveer 10.000 jaar geleden uit. Dit was mogelijk een gevolg van de komst van mensen naar het Amerikaanse continent, ongeveer 13.000 jaar geleden, die gepaard ging met het uitsterven van een aantal grote zoogdieren waar de reuzenwolf op jaagde.

## Romulus, Remus & Khaleesi
Op 1 oktober 2024 creëerde Colossal Biosciences twee genetisch gemodificeerde grijze wolven (Canis lupus), Romulus en Remus, met als doel het fenotype van de uitgestorven reuzenwolf (Aenocyon dirus) te repliceren. Samen met een vrouwelijke wolf, Khaleesi, die later op 30 januari 2025 werd geboren, stelt Colossal dat de twee mannelijke wolven de eerste levende exemplaren van deze soort zijn sinds de uitsterving ervan, ongeveer 10.000 jaar geleden. Aangezien de reuzenwolf een andere soort is, zijn Romulus, Remus en Khaleesi in feite genetisch gemodificeerde grijze wolven.

Wetenschappers herschreven 14 belangrijke genen van de reuzenwolf in de endothele voorlopercellen (Endothelial Progenitor Cells, EPC-cellen) van grijze wolven. Deze cellen bekleden de binnenkant (endotheel) van de bloedvaten. De kernen van deze gemodificeerde cellen werden in eicellen geplaatst die uitgroeiden tot embryo's. De embryo's werden elk teruggeplaatst in een grote hond. De 14 genen gaven vervolgens uiting aan 20 eigenschappen van de reuzenwolf. Dat betekent dat "er geen oud DNA van de reuzenwolf in het genoom van de grijze wolf is verwerkt." De publieke aankondiging van hun geboorte in april 2025 trok veel media-aandacht.